# NCSM Brandon (MM 710)
Pour les autres navires du même nom, voir NCSM Brandon.
Le NCSM Brandon (MM 710) est un navire de défense côtière canadien de la classe Kingston.
Le NCSM Brandon a été mis en chantier au chantier naval The Halifax Shipyard situé à Halifax le 6 décembre 1997. Lancé le 10 juillet 1998, il est affecté aux Forces maritimes du Pacifique depuis le 5 juin 1999.
Il porte le nom de la ville de Brandon, dans le Manitoba.